# 三国町
三国町（みくにちょう）は、かつて福井県坂井郡にあった町。
九頭竜川の河口周辺に位置していた。かつては北前船の拠点であり、現代では越前がにやアマエビなどの水揚げや、東尋坊で有名な港町であった。港付近の狭い路地には昔ながらの町並みがあり、その北の東尋坊、雄島、越前松島と景勝が続く海岸はもとより、各種の娯楽施設や祭事などがあり観光に訪れる人が多い。2005年（平成17年）国勢調査による平均年齢は44.8歳。
2006年（平成18年）3月20日、坂井郡に属する他町と合併して坂井市となった。

## 地理
福井市の北西側に位置し、日本海に面していた。
- 河川：九頭竜川、竹田川

### 隣接していた市町村
- 福井市
- 坂井郡坂井町
- あわら市

## 歴史

### 沿革
- 1889年（明治22年）4月1日 - 町村制の施行により、坂井郡坂井港及び滝谷村の区域をもって、坂井郡三国町が発足する。
- 1954年（昭和29年）3月31日 - 坂井郡三国町、新保村、雄島村及び加戸村が合併して、改めて坂井郡三国町が発足する。
- 1955年（昭和30年）7月15日 - 坂井郡芦原町の区域の内、大字竹松、大字西今市、大字藤沢及び大字玉江の区域を編入する。
- 1957年（昭和32年）1月1日 - 坂井郡浜四郷村の区域の内、大字横越、大字下野、大字西野中、大字山岸、大字黒目、大字米納津及び大字沖野々の区域を編入する。坂井郡坂井村の区域の内、大字石丸、大字野中、大字油屋、大字楽円、大字川崎及び大字池見を編入する。
- 1997年（平成9年）1月 - ナホトカ号重油流出事故が発生。ロシア船籍のタンカー「ナホトカ号」の船首部分と重油が町内の海岸に漂着。
- 2006年（平成18年）3月20日 - 坂井郡坂井町、春江町、丸岡町及び三国町が合併して、坂井市が発足する。

## 行政

### 町長
- 坂本憲男（1998年 - 2006年)
- 名村忠治（1897年 - 1903年、1912年 - 1913年）[2]

### 姉妹都市・提携都市
- 土佐山田町、香北町、物部村（高知県 香美郡、現香美市）
  - 当時の坂井郡芦原町・金津町（現あわら市）を含めた3自治体同士の姉妹都市提携

## 経済

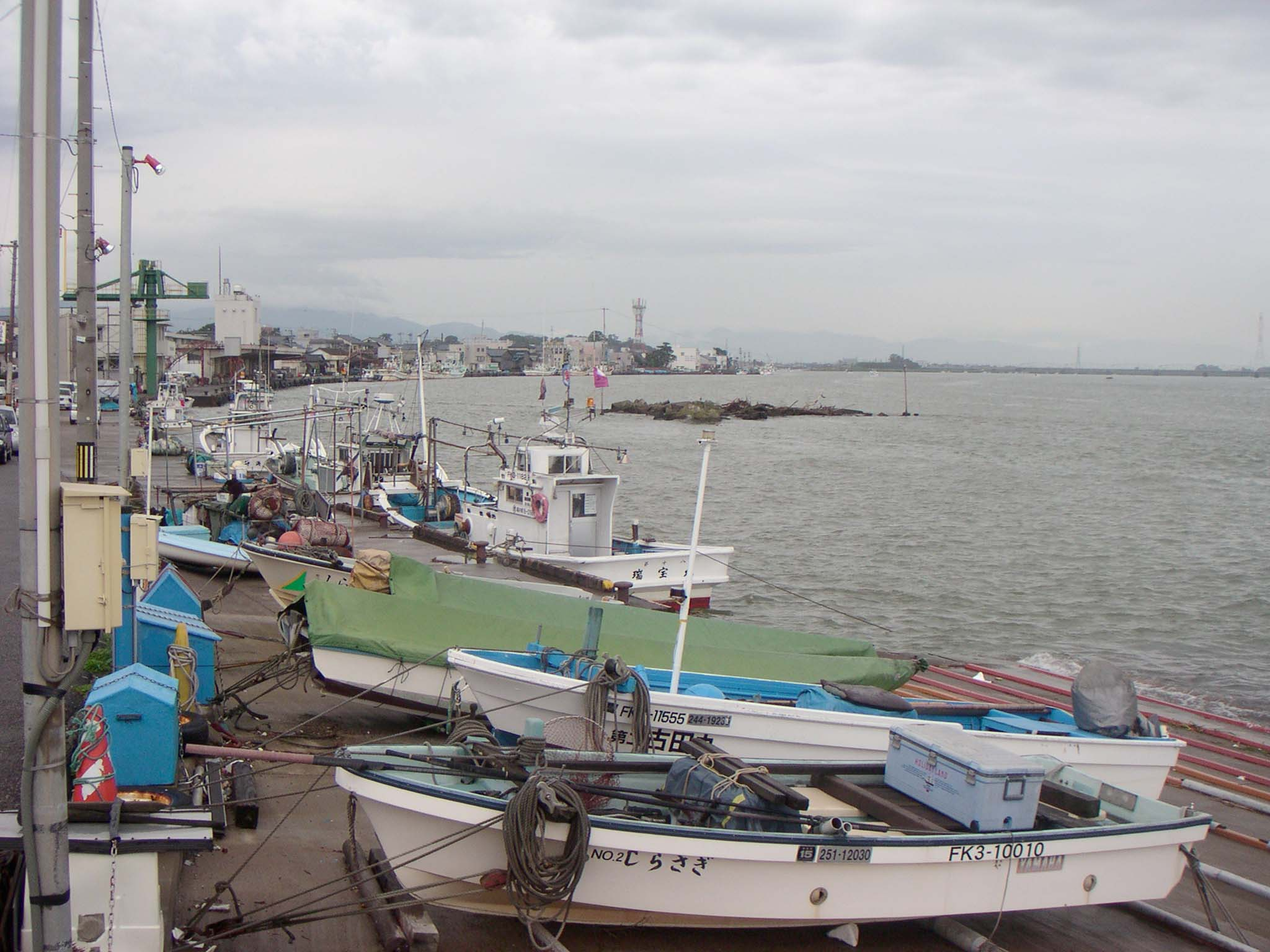
漁港

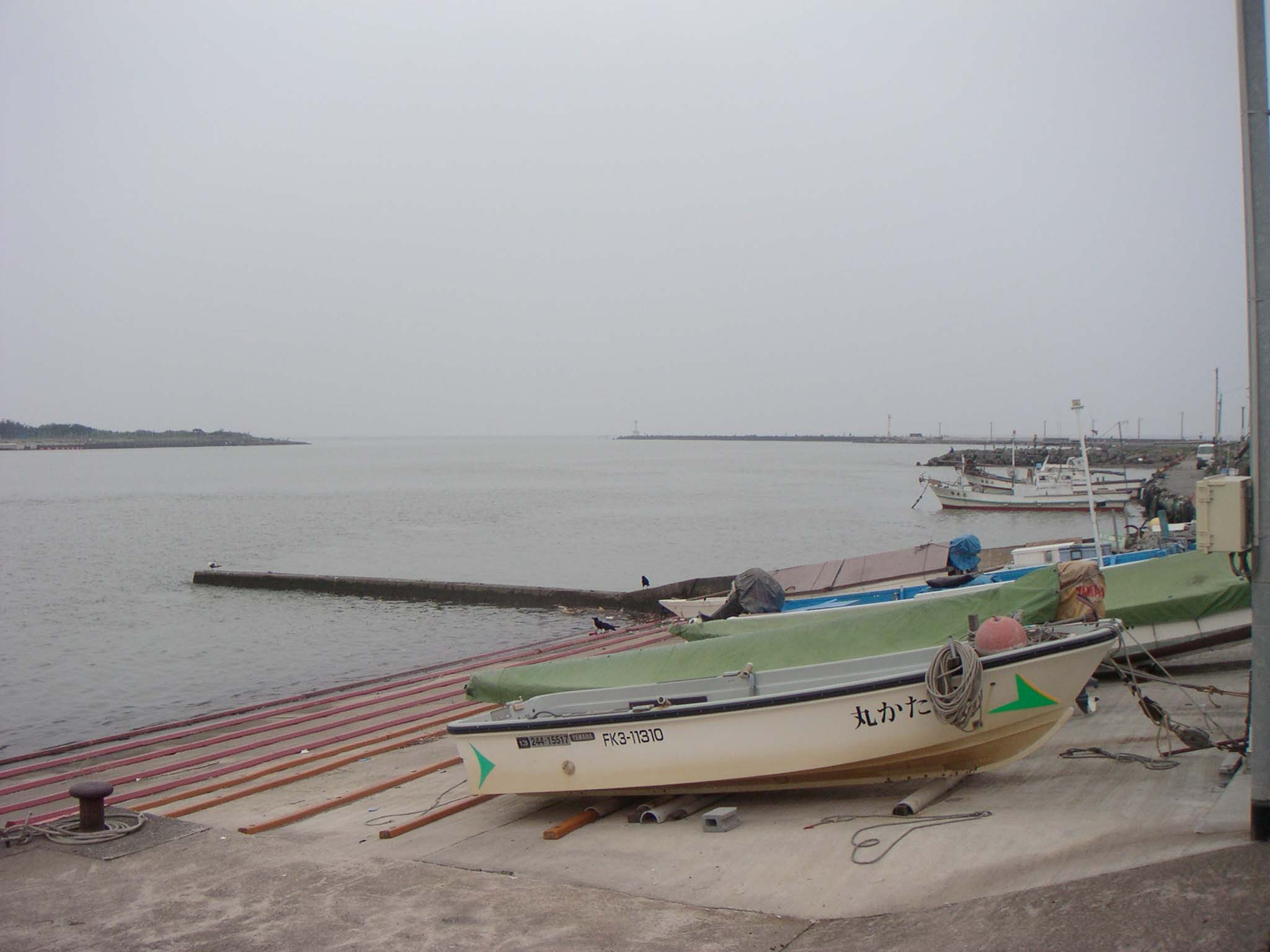
九頭竜川河口

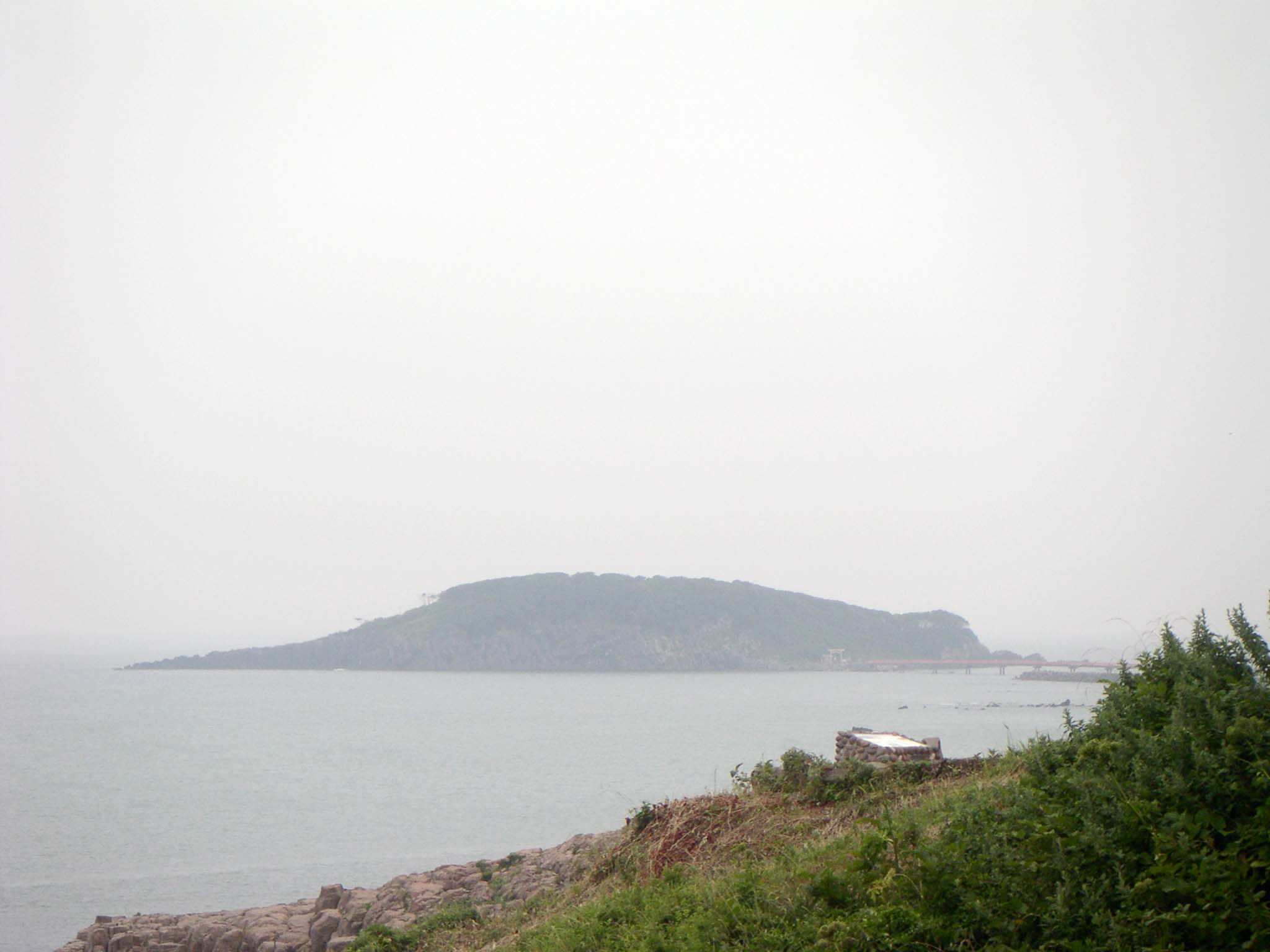
雄島

### 産業
臨海部にはテクノポート福井が立地し、化学工業が盛ん。観光関連の就業者も非常に多い。
- 産業人口(2005年国勢調査)
  - 第一次産業 990人
  - 第二次産業 3,765人
  - 第三次産業 7,512人

#### 港湾
- 福井港

#### 農業
稲作は南東部の平地を中心に行われているが町全体的には起伏が多く、南部海岸近くは砂丘となっており水捌けのいい地面に適したラッキョウ、スイカなどの露地栽培、北部の丘陵地は畑作や畜産が目立つほか、出荷向けの芝生を生産しながらその一部を利用し遊園地を経営している企業もある。

#### 漁業
日本海中央部まで向かう甘エビの底引き網漁以外ではズワイガニ、カレイ、ハタハタなど沿岸漁業中心。また海岸付近でサザエ、ワカメ、ウニ、アワビなどの素潜り漁が行われている。冬に5mを越す高波が海岸へ押し寄せるため定置網漁や養殖は行われていない。
- 梶漁港
- 崎漁港
- 安島漁港

#### 商業施設
- みくにショッピングワールド・イーザ

## 交通

### 港湾
- 三国港

### 鉄道路線
- えちぜん鉄道
  - 三国芦原線：水居駅 - 三国神社駅 - 三国駅 - 三国港駅

### バス路線
- 京福バス
  - 三国駅を拠点に町内および福井市海岸北部へ向かう各路線、福井駅と三国駅を結ぶ2路線、芦原温泉駅から町内を循環あるいは三国駅とを結ぶ路線のほか、土曜・日曜・祝日には東尋坊と永平寺（永平寺町）を結ぶ快速バスを運行。

### 道路
- 一般国道
  - 国道305号（国道365号重複）
- 県道
  - 福井県道7号三国東尋坊芦原線
  - 福井県道20号三国春江線
  - 福井県道101号三国金津線
  - 福井県道103号福井三国線
  - 福井県道106号三国丸岡停車場線
  - 福井県道119号三国停車場線
  - 福井県道151号加戸三国線
  - 福井県道155号八幡横越線
  - 福井県道156号佐野山岸線
  - 福井県道166号北潟平山線
  - 福井県道226号三国停車場桜谷線
  - 福井県道256号福井港線

## 学校教育

### 高等学校
- 福井県立三国高等学校

### 中学校
- 三国町立三国中学校

### 小学校
- 三国町立三国北小学校
- 三国町立三国南小学校
- 三国町立三国西小学校
- 三国町立雄島小学校
- 三国町立加戸小学校

## 社会教育

### 文化施設
- 三国町立図書館（現・三国図書館）
- 三国町郷土資料館[注釈 2]
- みくに未来ホール(旧・みくに文化未来館)

### スポーツ施設
- 三国運動公園
- 三国町民体育館（現・三国体育館）

## 娯楽
- 三国座 - 映画館。
- 港劇場 - 映画館。
- みくに東映劇場 - 今新にあった映画館[5]。

## 名所・旧跡・観光スポット・祭事・催事

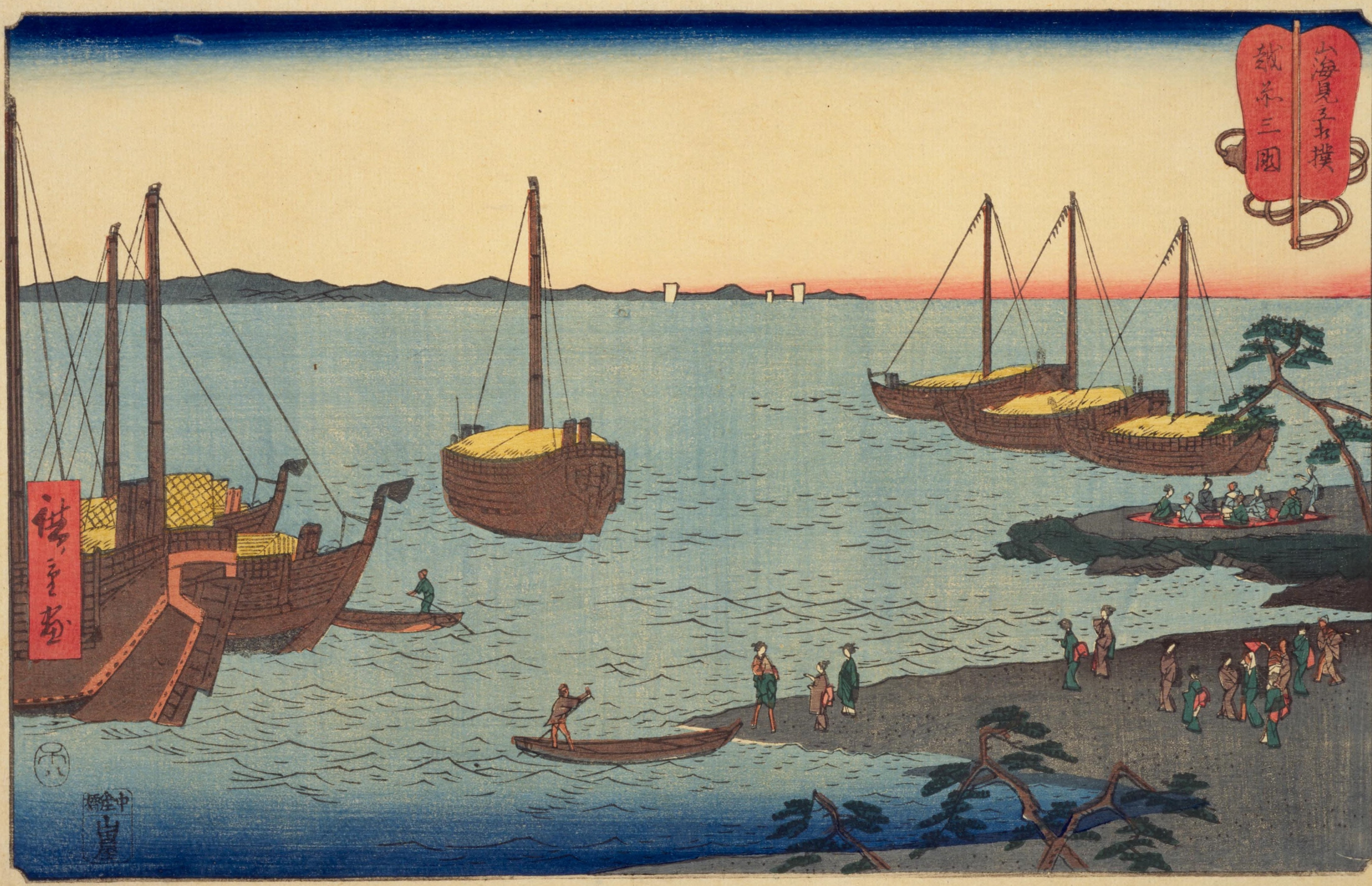
歌川広重『山海見立相撲 越前三国』（1858年・安政5年）

### 名所・旧跡
- 越前加賀海岸国定公園
  - 東尋坊 - 国の天然記念物および名勝。
  - 雄島
- 三國神社 - 旧社格は県社。式内社。
  - 三国祭 - 三國神社の例祭。5月19日から21日に開催される祭礼。3日間で約15万人〜20万人が訪れる。
- 大湊神社 - 式内社。本殿・拝殿は福井県指定文化財[6]。
- 春日神社 - 式内社。本殿は福井県指定文化財[6]。
- 伊伎神社 - 式内社。旧社格は村社。
- 瀧谷寺 - 「金銅毛彫宝相華文磬」は国宝[7]。本堂・観音堂・庫裏・山門・鎮守堂・開山堂が重要文化財[6]。
- 九頭竜寺 - 北陸成田山。
- 旧森田銀行本店 - 銀行建築。登録有形文化財[6]。
- 三国港突堤 - 九頭竜川河口に建設された突堤。G・A・エッセルが設計し、ヨハネス・デ・レーケが監督。重要文化財[6]。
- 眼鏡橋 - えちぜん鉄道三国芦原線三国港駅近くにある橋。登録有形文化財[6]。
- 料理茶屋 魚志楼 - 主屋・西蔵・東蔵・奥座敷は登録有形文化財[6]。
- 坂井家住宅 - 主屋・土蔵・荷蔵は登録有形文化財[6]。
- 旧岸名家住宅 - 主屋は登録有形文化財[6]。

### 観光スポット
- 三国海水浴場（三国サンセットビーチ）
- 浜地海水浴場
- 芝政ワールド
- 越前松島水族館
- 三国競艇場
- 東尋坊温泉 三国観光ホテル
- 三国温泉 ゆあぽ〜と
- テクノポート福井総合公園
- みくに龍翔館 - 博物館。G・A・エッセルが設計した龍翔小学校を模している。

### 祭事・催事
- 三国花火大会 （8月11日）

## 三国町が舞台となった映像作品
- 『北陸代理戦争』
- 『大怪獣東京に現わる』
- 『釣りバカ日誌7』
- 『グラスリップ』

## 出身有名人
- 高見順 （プロレタリア作家）
- 哥川（俳人）
- 荒川洋治（現代詩作家）
- 中島道子（作家）
- 平澤貞二郎 （「三國商會」「協栄産業」の創業者で、H氏賞の創設者）
- 森田愛子（俳人）
- 近藤冨士雄（NHKアナウンサー）
- 小松長生（指揮者）
- 横山英太郎（工学者、世界初の無線電話機を発明）
- 山田鬼斎（彫刻家）
- 田嶼碩朗（彫刻家）
- 三国大学（儒学者）
- 秦秀雄（美術評論家）
- 有馬英二（医学者・政治家）
- 西澤能之（総務官僚）
- 濃畑三郎（実業家・政治家）
- 森安孝夫（歴史学者）[8]
- 佐々木閑（仏教学者）
- 横田はるな（歌手）
- ヒナタカコ（歌手）
- 岡田健志（ナレーター）
- 中島孝平（競艇選手）
- MAZADA（プロレスラー）